# 薩默塞特 (科羅拉多州)
薩默塞特（英語：Somerset）是位於美國科羅拉多州甘尼森縣的一個非建制地區。該地的面積和人口皆未知。

## 地理
薩默塞特的座標為38°55′35″N 107°28′11″W / 38.92639°N 107.46972°W，而該地的平均海拔高度為1838米（即6030英尺）。